# 奥山宏二
奥山 宏二（おくやま こうじ）は、日本の地方公務員。東京都下水道局長を経て、多摩都市モノレール代表取締役社長。

## 人物・経歴
日本大学第二中学校・高等学校を経て、1985年日本大学理工学部土木工学科卒業、東京都入庁。2012年放送大学大学院文化科学研究科修了、修士（学術）。
中野区都市計画部まちづくり課長を経て、2001年中野区都市整備部まちづくり課長。東京臨海高速鉄道派遣を経て、2004年東京都都市整備局都市づくり政策部多摩開発企画担当副参事。
2005年東京都都市整備局都市基盤部街路計画課長（統括）。2009年東京都下水道局西部第二下水道事務所長。2011年東京都都市整備局第一区画整理事務所長。2012年東京都知事本局政策担当部長。
2014年東京都建設局企画担当部長。2015年東京都都市整備局市街地整備部長、全日本建設技術協会監事。2016年東京都都市整備局市街地整備部長兼選手村担当部長、王子駅周辺まちづくりグランドデザイン策定検討会委員。
2017年東京都建設局道路建設部長。2019年東京都建設局道路監、首都道路協議会理事。2021年土木学会監事。2022年東京都下水道局長。2023年多摩都市モノレール代表取締役社長。